# 20 november
20 november är den 324:e dagen på året i den gregorianska kalendern (325:e under skottår). Det återstår 41 dagar av året.

## Återkommande bemärkelsedagar
- Internationella barndagen
- Transgender Day of Remembrance

## Namnsdagar

### I den svenska almanackan
- Nuvarande – Pontus och Marina
- Föregående i bokstavsordning
  - Marina – Namnet infördes 1986 på 30 april, men flyttades 1993 till 22 februari och 2001 till dagens datum.
  - Pia – Namnet infördes 1986 på 12 december, men flyttades 1993 till dagens datum och 2001 till 22 februari.
  - Polly – Namnet infördes på dagens datum 1986, men utgick 1993.
  - Pontus – Namnet infördes på dagens datum 1797, då det ersatte den äldre namnformen Pontianus, och har funnits där sedan dess.
  - Potentia – Namnet fanns, till minne av Potentia en romersk jungfru, som ska ha torkat blodet av apostlarna Petrus och Paulus, när de led martyrdöden, även i formen Potentiana, tidigast på dagens datum. Någon gång innan 1901 ersattes det av den maskulina namnformen Pontianus och flyttades till 19 maj, men utgick detta år.
  - Pontianus – Namnet infördes, till minne av Pontianus en 200-talspåve med detta namn, på dagens datum någon gång före 1901, då det ersatte den feminina namnformen Potentia. Det fanns där till 1797, då det utgick och ersattes av den modernare namnformen Pontus.
  - Povel – Namnet infördes på dagens datum 1986, men utgick 1993.
- Föregående i kronologisk ordning
  - Före 1797 – Potentia och Pontianus
  - 1797–1900 – Pontus
  - 1901–1985 – Pontus
  - 1986–1992 – Pontus, Polly och Povel
  - 1993–2000 – Pontus och Pia
  - Från 2001 – Pontus och Marina
- Källor
  - Brylla, Eva (red.). Namnlängdsboken. Gjøvik: Norstedts ordbok, 2000 ISBN 91-7227-204-X
  - af Klintberg, Bengt. Namnen i almanackan. Gjøvik: Norstedts ordbok, 2001 ISBN 91-7227-292-9

### Finlandssvenska almanackan
- Nuvarande från 2020[1] – Pontus, Hjalmar
- I föregående revideringar[a][2]
  - 1929–1994 – Hjalmar
  - 1995–2019 – Hjalmar, Pontus

## Händelser
- 1700 – Svenskarna besegrar ryssarna i slaget vid Narva, trots att ryssarna är mer än tre gånger så många. Detta är en av den svenska krigshistoriens största segrar.
- 1910 – Mexikanska revolutionen inleds.
- 1917 – Ukraina utropar sig som självständig republik.
- 1918 – 25 personer, däribland konstnären John Bauer, omkommer när S/S Per Brahe förliser på Vättern.
- 1930 – Emiratet Asir införlivas i Asir.[3]
- 1935 – Västerbron öppnas för trafik i Stockholm.
- 1945 – Nürnbergprocessen börjar.
- 1947 – Prinsessan Elizabeth, blivande Elizabeth II av Storbritannien, gifter sig med prins Philip, Storbritannien.
- 1989 – Förenta nationerna antar konventionen om barnets rättigheter.
- 1992 – Det brittiska slottet Windsor Castle utanför London eldhärjas.

## Födda
- 1715 – Pierre Charles Le Monnier, fransk astronom.
- 1758 – Abraham B. Venable, amerikansk politiker, senator (Virginia) 1803–1804.
- 1761 – Pius VIII, född Francesco Xaverio Castiglione, påve 1829–1830.
- 1781 – Bartolomeo Pinelli, italiensk illustratör och gravör.
- 1792 – Nikolaj Lobatjevskij, rysk matematiker.
- 1817 – Carl Björnstjerna, svensk greve, överhovstallmästare och riksdagsman.
- 1824 – William Fletcher Sapp, amerikansk republikansk politiker, kongressledamot 1877–1881.
- 1858 – Selma Lagerlöf, svensk författare, mottagare av Nobelpriset i litteratur 1909, ledamot av Svenska Akademien.
- 1878 – Albert W. Hawkes, amerikansk affärsman och republikansk politiker, senator (New Jersey) 1943–1949.
- 1880 – Fred R. Zimmerman, amerikansk politiker, guvernör i Wisconsin 1927–1929.
- 1886 – Karl von Frisch, österrikisk etolog, mottagare av Nobelpriset i fysiologi eller medicin 1973.
- 1889
  - Ivar Johansson, svensk regissör och manusförfattare.
  - Edwin Hubble, amerikansk astronom.
- 1901 – Bodil Dybdal, första kvinnliga domaren i Danmark.
- 1902 – Erik Eriksen, dansk statsminister 1950–1953.
- 1903 – Aleksandra Danilova, rysk ballerina.
- 1904 – Henri-Georges Clouzot, fransk regissör, manusförfattare och producent.
- 1909
  - Alan Bible, amerikansk demokratisk politiker, senator (Nevada) 1954–1974.
  - Georg Løkkeberg, norsk skådespelare.
- 1911 – David Seymour, amerikansk fotograf och fotojournalist.
- 1912 – Otto von Habsburg, tysk politiker, europaparlamentariker 1979–1999, kronprins av Österrike-Ungern 1916–1918.
- 1916 – Evelyn Keyes, amerikansk skådespelare.
- 1917 – Bobby Locke, sydafrikansk golfspelare.
- 1918 – Sven Lindberg, svensk skådespelare.
- 1923 – Nadine Gordimer sydafrikansk författare, mottagare av Nobelpriset i litteratur 1991.
- 1924
  - Benoît Mandelbrot, polskfödd, fransk matematiker, en frontfigur inom fraktal geometri.
  - Michael Riffaterre, fransk litteraturvetare.
- 1925
  - Robert F. Kennedy, amerikansk politiker, USA:s justitieminister 1961–1964, senator (New York) 1964–1968.
  - Maja Plisetskaja, rysk prima ballerina assoluta.
  - June Christy, amerikansk jazzsångerska.
- 1926 – John Gardner, brittisk kriminalförfattare, bland annat av James Bond.
- 1931 – Sten Lundin, även kallad Storken, motocrossvärldsmästare, mottagare av Svenska Dagbladets guldmedalj 1961.
- 1932 – Lucy Marlow, amerikansk skådespelare.
- 1933 – Per Wästberg, svensk författare och ledamot av Svenska Akademien.
- 1940 – Arieh Warshel, israelisk-amerikansk kemist, mottagare av Nobelpriset i kemi 2013.
- 1942
  - Joe Biden, amerikansk politiker, senator (Delaware) 1973–2009, vicepresident 2009–2017, USA:s president 2021–2025.
  - Paulos Faraj Rahho, irakisk kaldeisk-katolsk ärkebiskop.
  - Norman Greenbaum, amerikansk sångare och låtskrivare.
- 1943 – Veronica Hamel, amerikansk skådespelare.
- 1948
  - John Bolton, amerikansk politiker och diplomat, USA:s FN-ambassadör 2005–2006.
  - Barbara Hendricks, amerikansk sångare, sopran.
  - Gunnar Nilsson, svensk racerförare.
- 1949
  - Thelma Drake, amerikansk republikansk politiker, kongressledamot 2005–2009.
  - Ulf Lundell, svensk rocksångare, författare, bildkonstnär och poet.
  - Juha Mieto, finländsk längdåkare och politiker.
- 1951 – Bengt Järnblad, svensk skådespelare.
- 1952 – Cecilia Walton, svensk skådespelare.
- 1953 – Anders Glenmark, svensk musiker.
- 1954
  - Berit Andnor Bylund, svensk socialdemokratisk politiker, socialminister 2004–2006, landshövding i Blekinge län 2011–2017.
  - Aneka, skotsk sångare.
- 1956 – Bo Derek, amerikansk skådespelare och fotomodell.
- 1958 – Rolf Ridderwall, svensk ishockeyspelare, målvakt.
- 1959
  - Jim McGovern, amerikansk demokratisk politiker, kongressledamot 1997–.
  - Sean Young, amerikansk skådespelare.
- 1963 – Wan Yanhai, kinesisk människorättsaktivist.
- 1969 – Kirsti Torhaug, norsk skådespelare.
- 1974 – Marina Andrievskaia, svensk badmintonspelare.
- 1975 – Timea Margot, skådespelare och fotomodell.
- 1977 – Henrik Dorsin, svensk skådespelare och komiker.
- 1978 – Stiko Per Larsson, svensk sångare, gitarrist och låtskrivare
- 1979 – Hend Sabry, tunisisk skådespelare och modell.
- 1981 – Kimberley Walsh, brittisk sångare, medlem i Girls Aloud.
- 1995 – Michael Clifford, medlem i 5 Seconds of Summer.
- 2000 – Connie Talbot, brittisk barnsångare, som slog igenom i tv-programmet Britain's Got Talent 2007, vid sju års ålder.

## Avlidna
- 1316 – Johan I, kung av Frankrike sedan sin födsel fem dagar tidigare.
- 1737 – Caroline av Ansbach, drottning av Storbritannien sedan 1727 (gift med Georg II).
- 1751 – George Graham, brittisk ur- och instrumentmakare.
- 1758 – Johan Helmich Roman, svensk kompositör (”svenska musikens fader”).
- 1764 – Christian Goldbach, preussisk matematiker.
- 1859 – Mountstuart Elphinstone, anglo-indisk statsman och hävdatecknare.
- 1865 – Lars Magnus Enberg, biskop, ledamot av Svenska Akademien.
- 1872 – Lars Johan Hierta, tidningsman, grundare av Aftonbladet.
- 1883 – Augustus C. Dodge, amerikansk demokratisk politiker, senator (Iowa) 1848–1855.
- 1900 – Rudolf Piefke, tysk militärmusiker och kompositör.
- 1903 – Tom Horn, amerikansk brottsling, avrättad.
- 1904 – Hugh Smith Thompson, amerikansk demokratisk politiker, guvernör i South Carolina 1882–1886.
- 1910 – Lev Tolstoj, rysk författare.
- 1912 – Carl Pettersson, död i Sundborn, Kopparbergs län svensk kyrkoherde och riksdagsman.
- 1918 – John Bauer, konstnär, drunknad vid fartygsolyckan med S/S Per Brahe.
- 1925 – Alexandra av Danmark, drottning av Storbritannien 1901–1910 (gift med Edvard VII).
- 1927
  - Wilhelm Stenhammar, kompositör, dirigent och pianist.
  - Claes Annerstedt, bibliotekarie vid Uppsala universitetsbibliotek, ledamot av Svenska Akademien.
- 1935 – John Jellicoe, 1:e earl Jellicoe, brittisk amiral.
- 1936 – José Antonio Primo de Rivera, spansk politiker.
- 1938 – Maud av Storbritannien, drottning av Norge sedan 1905, gift med Haakon VII.
- 1942 – Emma Meissner, svensk operettsångare (sopran) och skådespelare.
- 1945 – Francis Aston, brittisk kemist och fysiker, mottagare av Nobelpriset i kemi 1922.
- 1955 – Are Waerland, svensk författare.
- 1972 – Ennio Flaiano, italiensk författare, manusförfattare och journalist.
- 1975 – Francisco Franco, spansk politiker och statschef, militär, diktator sedan 1936.
- 1978 – Giorgio de Chirico, italiensk konstnär.
- 1979 – Tyra Lundgren, svensk målare, keramiker, glaskonstnär, författare.
- 1984
  - Trygve Bratteli, norsk politiker, statsminister 1971–1972, 1973–1976.
  - Timo Mustakallio, finländsk operasångare.
- 1986 – Arne Beurling, svensk matematiker.
- 1989 – Leonardo Sciascia, italiensk författare.
- 1991 – Inga-Lill Åhström, svensk skådespelare.
- 2006 – Robert Altman, amerikansk filmregissör.
- 2007 – Ian Smith, rhodesisk (zimbabwisk) politiker, tidigare premiärminister i Rhodesia (Zimbabwe).
- 2008 – Jim Mattox, amerikansk demokratisk politiker.
- 2009
  - Lino Lacedelli, italiensk bergsbestigare, tillsammans med Achille Compagnoni först med att bestiga K2.
  - Ghulam Mustafa Jatoi, pakistansk politiker, före detta premiärminister (1990).
- 2011
  - Lasse Brandeby, svensk journalist, skådespelare och komiker.
  - Shelagh Delaney, brittisk dramatiker och manusförfattare.
  - Sergio Scaglietti, italiensk bildesigner.
  - Ulla Zetterberg, svensk skådespelare och sångare.
- 2012 – William Grut, modern femkampare, OS-guld 1948, bragdmedaljör.
- 2014 – Cayetana Fitz-James Stuart, spansk hertiginna.
- 2018 – Aaron Klug, brittisk molekylärbiolog, mottagare av Nobelpriset i kemi 1982.
- 2022 – Hédi Fried, rumänsk förintelseöverlevare och författare.

### Fotnoter
1. ↑  ”Universitetets namnsdagsalmanacka - Universitetets almanacksbyrå”. almanakka.helsinki.fi. Helsingfors universitet. https://almanakka.helsinki.fi/sv/kalender-2025/. Läst 22 februari 2025.
2. ↑  ”Namnsdagsrevideringar - Universitetets almanacksbyrå”. almanakka.helsinki.fi. Helsingfors universitet. https://almanakka.helsinki.fi/sv/namnsdagar/namnsdagsrevideringar.html. Läst 3 oktober 2020.
3. ↑  ”Arabian Polities” (på engelska). World Statesmen. http://www.worldstatesmen.org/Saudi_Arabia_states.html. Läst 7 november 2012.